# Taohe, Guangdong
Taohe (kinesiska: 陶河) är en köping i sydöstra Kina. Den ligger i Haifeng härad i staden Shanwei i provinsen Guangdong, omkring 220 kilometer öster om provinshuvudstaden Guangzhou. Antalet invånare är 25 564. Befolkningen består av 12 449 kvinnor och 13 115 män. Barn under 15 år utgör 19,0 %, vuxna 15-64 år 70 %, och äldre över 65 år 9,0 %.